# GN-003 Gundam Kyrios
 (août 2018).
Si vous disposez d'ouvrages ou d'articles de référence ou si vous connaissez des sites web de qualité traitant du thème abordé ici, merci de compléter l'article en donnant les références utiles à sa vérifiabilité et en les liant à la section « Notes et références ».
Pilote
- Allelujah Haptism

Le GN-003 Gundam Kyrios est un Gundam tiré de la série Gundam 00. Il s'agit d'un mécha ou robot de combat. Son mecha-designer est Takayuki Yanase.

## Histoire
Il s'agit du gundam piloté par Allelujah Haptism. Il est de couleur orange et blanche. Il sera détruit par Soma Peries à la fin de la saison 1, Allelujah sera alors à son tour capturé. Jamais rénové, le Kyrios sera remplacé par une version améliorée: l'Arios. Celui-ci sera néanmoins moins performant du fait de la perte par Allelujah de ses ondes cérébrales quantiques. Allelujah finira néanmoins par récupérer ses capacités à la fin de la saison 2 ce qui permettra d'utiliser le gundam à sa capacité maximale et d'éliminer sans difficulté le Gundam Garazzo. L'Arios sera lui-même remplacé par le gundam Harute lors de la bataille de Jupiter quelques années plus tard.

## Description
Le Kyrios est le seul gundam transformable des Celestial Beings. Il possède en effet un mode "avion" conçu pour le combat aérien. Il manque de puissance par rapport au 0 ou au Virtue mais compense ce manque d'armement par une excellente maniabilité. En mode chasseur, il est capable d'embarquer au choix un conteneur additionnel comprenant un nombre important de missiles à têtes chercheuses ou un propulseur secondaire. Sa capacité spéciale est celle de posséder un bouclier convertible en pince mécanique surpuissante, qui lui permet de découper ses adversaires. Cette pince est également utile en mode vaisseau puisque située à l'avant, elle permet à Allelujah d'empaler des adversaires au vol et de les découper littéralement ensuite. L'usage de cette pince est particulièrement redoutable lorsqu'Hallelujah, le double schizophrène d'Allelujah se réveille. Cette pince est alors utilisée par Hallelujah par pur cruauté afin de supplicier ses adversaires. 